# Cam lang
Cam lang hay còn gọi chiếc ít hoa (danh pháp khoa học: Barringtonia pauciflora) là một loài thực vật có hoa trong họ Lecythidaceae. Loài này được King mô tả khoa học đầu tiên năm 1901.